# Ingo Lesser
Ingo Lesser (* 6. Februar 1966 in Brotterode) ist ein ehemaliger deutscher Skispringer.

## Karriere
Lesser gab am 13. Dezember 1986 in Lake Placid sein Debüt im Skisprung-Weltcup. Dabei konnte er mit dem 12. Platz im Springen von der Normalschanze bereits in seinem ersten Springen Weltcup-Punkte gewinnen. Bei der Vierschanzentournee 1986/87 blieb er erfolglos und landete nur auf hinteren Plätzen. Am 22. Januar 1989 in Oberhof erreichte er mit dem 7. Platz das beste Einzelresultat seiner Karriere. 1990 gehörte Lesser zum neuen gesamtdeutschen Nationalkader, konnte jedoch keine vordere Platzierungen mehr erzielen. Zur Saison 1991/92 startete er noch für einige Springen im Skisprung-Continental-Cup, wo er die Saison als 6. der Gesamtwertung abschloss.
Im Juni 1992 erklärte Lesser sein Karriereende, weil er als Springer im klassischen Stil nur noch geringe Chancen gegenüber den Springern im V-Stil sah. Anschließend spielte Lesser Fußball für den 1. Suhler SV.